# Kakavija
Kakavija (albanisch auch Kakavijë, griechisch Κακαβιά Kakaviá) ist ein kleines Dorf im Qark Gjirokastra im Süden Albaniens. Es liegt in der Gemeinde Dropull auf der Westseite eines kleinen Hügelzugs oberhalb der Dropull-Ebene. Auf dem Kamm des Hügels gleich östlich und nördlich des Dorfes verläuft die Grenze zu Griechenland. Der Hügelzug trennt den im Osten fließenden Drino von seinem Zufluss Xerja im Westen.
Kakavija hat wie die meisten benachbarten Dörfer eine griechischsprachige Minderheit.

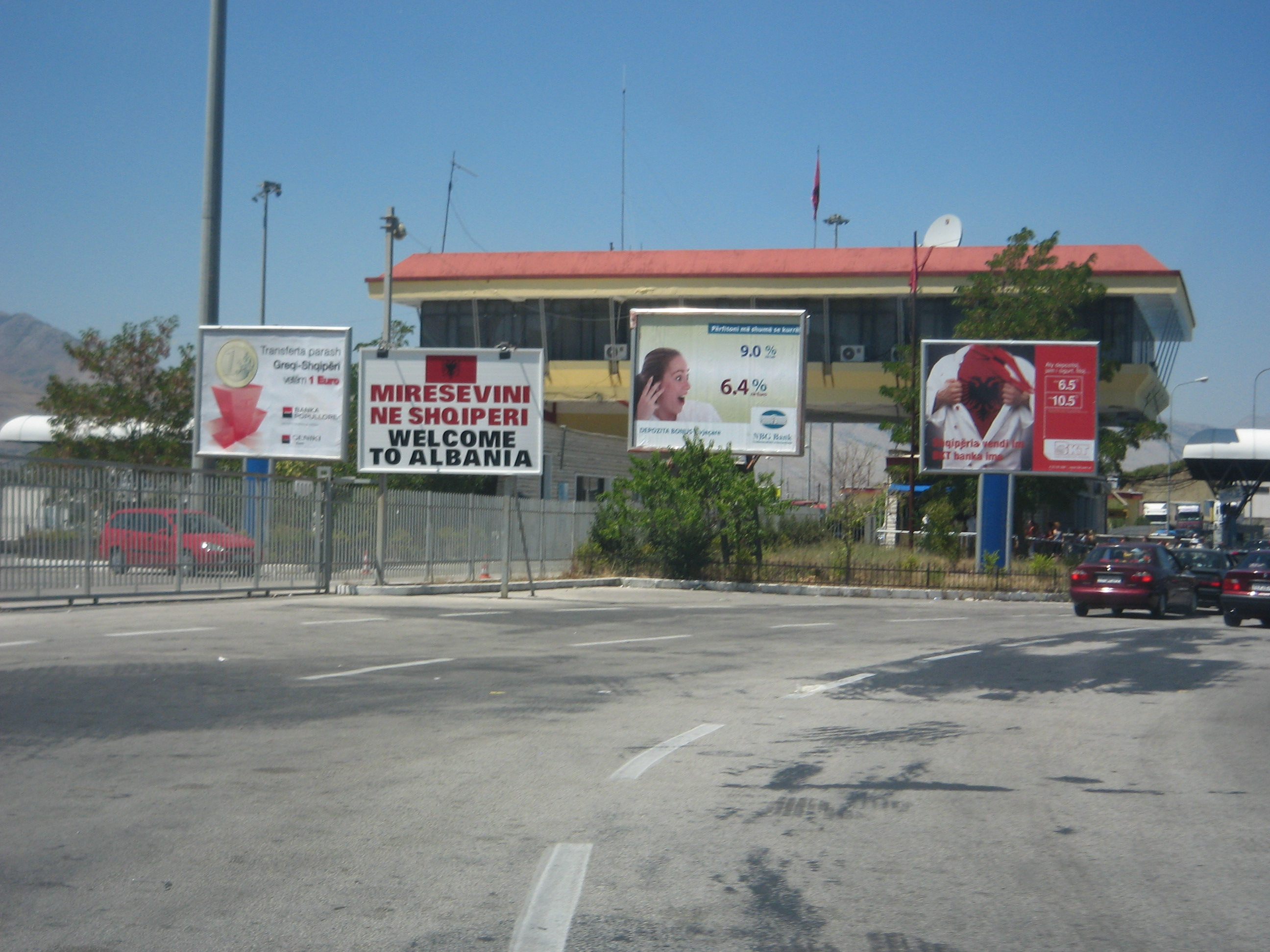
Am Grenzübergang

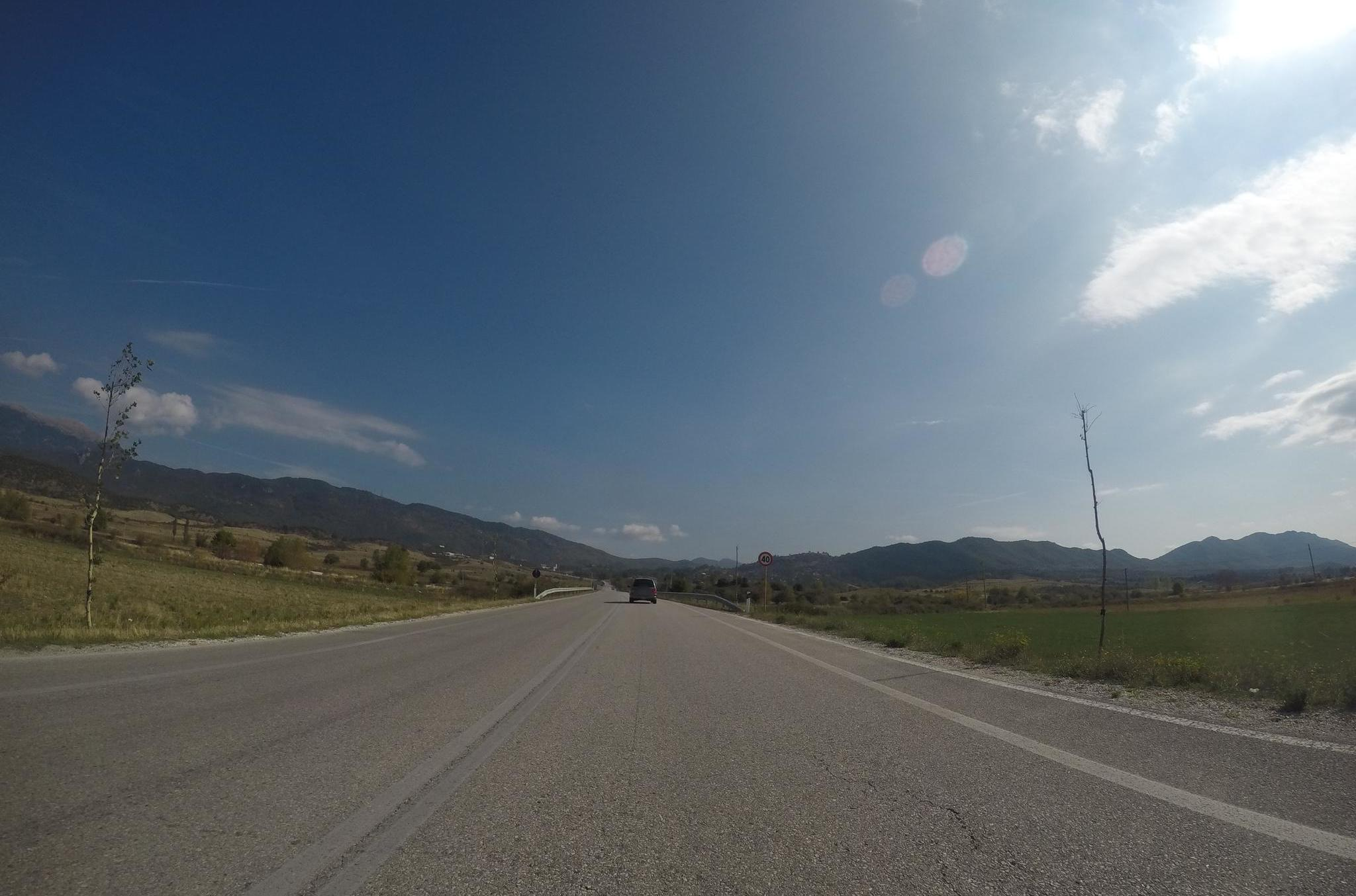
Nationalstraße kurz vor dem Grenzübergang bei Kakavija

Nationale Bedeutung hat der Grenzübergang Kakavija-Ktismata gleich nördlich des Dorfes. Zu kommunistischen Zeiten und noch viele Jahre danach war es neben Kapshtica südöstlich von Korça der einzige Grenzübergang zwischen den beiden Ländern. Auch heute ist die zwischen Gjirokastra und Ioannina gelegene Kontrollstelle nebst Kapshtica der wichtigste Übergang. Die die Grenze querende Route ist die Europastraße 853, die auf griechischer Seite als Ethniki Odos 22 und auf albanischer Seite als Rruga shtetërore SH4 bezeichnet wird.